# Kimmo
Kimmo  è un nome proprio di persona finlandese maschile.

## Origine e diffusione
Si tratta di un nome diffusosi grazie all'opera di Eino Leino del 1902 Kimmon kosto ("La vendetta di Kimmo"); origine e significato sono sconosciuti.

## Onomastico
Il nome è adespota, cioè non è portato da alcun santo, quindi l'onomastico si festeggia il 1º novembre, giorno di Ognissanti. Un onomastico laico è festeggiato il giorno 29 marzo in Estonia e 2 agosto in Finlandia.

## Persone
- Kimmo Kinnunen, giavellottista finlandese
- Kimmo Muurinen, cestista finlandese
- Kimmo Rintanen, hockeista su ghiaccio finlandese
- Kimmo Savolainen, saltatore con gli sci finlandese
- Kimmo Tauriainen, calciatore finlandese
- Kimmo Timonen, hockeista su ghiaccio finlandese
- Kimmo Yliriesto, saltatore con gli sci finlandese